# Alfons Huber (Philologe)
Alfons Huber (* 3. März 1944 in Großenpinning im niederbayrischen Landkreis Straubing) ist ein deutscher Gymnasiallehrer (Altphilologe), Historiker, langjähriger Vorsitzender des Historischen Vereins von Straubing und Umgebung und Stadtheimatpfleger, der sich um die Denkmalpflege, Kultur, historische Forschung der Stadt Straubing und deren Dokumentation verdient gemacht hat.

## Leben und Wirken

### Ausbildung
Alfons Huber besuchte das Humanistische Gymnasium Straubing, das spätere Johannes-Turmair-Gymnasium, das er 1965 mit dem Abitur abschloss. Danach nahm er das Studium der Klassischen Philologie an der Universität in München auf. 1971 absolvierte er erfolgreich die wissenschaftlichen Prüfungen für das Höhere Lehramt in den Fächern Griechisch, Latein, Geschichte, Germanistik und Philosophie. Seine pädagogische Ausbildung erhielt er anschließend in Regensburg am Albertus-Magnus-Gymnasium. Nach sehr erfolgreichem Abschluss trat er zum Schuljahr 1973/74 als Studienrat im Johannes-Turmair-Gymnasium in Straubing seine erste Stelle an, die schließlich seine Lebensstellung wurde.

### Wirken als Lehrer und Historiker
In Straubing unterrichtete er bis 2006 als Gymnasiallehrer die Fächer Griechisch, Latein, Geschichte und Deutsch.
Er engagierte sich darüber hinaus in der Kommission für Mundartforschung der Bayerischen Akademie der Wissenschaften für die Arbeit am Bayerischen Wörterbuch und als Redakteur, Autor und Mitherausgeber der Straubinger Hefte. Diese Schriftenreihe des Johannes-Turmair-Gymnasiums erscheint seit 1952 jährlich mit bemerkenswerten Monografien und Berichten über regionale kultur- und kunsthistorische Themen und Forschungen.
Von 1982 bis 2021 prägte er als Vorsitzender des Historischen Vereins für Straubing und Umgebung die Vereinstätigkeit in enger Zusammenarbeit mit der Stadtverwaltung, der Leitung des Stadtarchivs und des Gäubodenmuseums. Früchte dieser Tätigkeit sind die umfangreichen Jahresberichte des Historischen Vereins, für die Huber als Schriftleiter, Mitherausgeber und regelmäßiger Autor Verantwortung übernahm. 1982 übertrug ihm die Stadt auch das Amt des Stadtheimatpflegers von Straubing und damit beratende Aufgaben in den Fachausschüssen der Stadtverwaltung.

### Forschung
Zu den Schwerpunkten seiner Forschung gehören, neben der Stadtgeschichte, die Bestände der historischen Bibliothek des Johannes-Turmair-Gymnasiums und dessen Vorläufers seit 1631, des Straubinger Jesuiten-Kollegs. Die Bibliothek hat seit der Gründung des Gymnasiums 1631 alte Schriften gesammelt. Im Zuge der Säkularisation kamen ganze Klosterbibliotheken hinzu. Diese wertvollen historischen Bestände sind heute gesondert verwahrt. In zahlreichen Monografien, Zeitungsbeiträgen, Schriftenreihen und Einzelpublikationen veröffentlichte er seine Funde und Forschungsergebnisse.
Die Entdeckung der Fragmente einer unbekannten Heliand-Handschrift im Jahr 1978 war der größte Erfolg seiner Nachforschungen in der Straubinger Bibliothek. Es handelt sich hierbei um ein Textfragment (das sog. Fragment S), das an unbekanntem Ort um 850 verfasst worden ist. Die Pergamente fanden sich als Einband einer Schedelschen Weltchronik in der Straubinger Sammlung. Sie werden inzwischen in der Bayerischen Staatsbibliothek aufbewahrt.

### Auszeichnungen
- 1993: Goldene Bürgermedaille der Stadt Straubing
- 2002: Medaille „für vorbildliche Heimatpflege“ beim Festakt zum 100. Geburtstag des Bayerischen Landesvereins für Heimatpflege.[4]
- 2005: Aventinus-Medaille des Verbandes bayerischer Geschichtsvereine[5][6]
- 2017: Verleihung des Bundesverdienstkreuzes am Bande, „für seine großen Verdienste bei der Bewahrung und Erforschung des historischen Erbes der Stadt Straubing“[7], Bayr. Staatsregierung, Bundesverdienstkreuze für sieben Niederbayern, 27. Januar 2014[8].

## Publikationen (Auswahl)
- Hexenwahn und Hexenprozesse in Straubing und Umgebung (= Straubinger Hefte. Nr. 25). Straubing 1975.
- Historia Collegii Straubingani, Aufzeichnungen des Straubinger Jesuitenkollegs, 1. Teil (= Straubinger Hefte. Nr. 27). Straubing 1977.
- Historia Collegii Straubingani, Aufzeichnungen des Straubinger Jesuitenkollegs, 2. Teil (= Straubinger Hefte. Nr. 28). Straubing 1978.
- Historia Collegii Straubingani, Aufzeichnungen des Straubinger Jesuitenkollegs, 3. Teil (= Straubinger Hefte. Nr. 34). Straubing 1984.
- Gründungsgeschichte des Straubinger Franziskanerklosters (1697–1702) (= Straubinger Hefte. Nr. 36). Straubing 1986.
- Schutzwürdige Naturdenkmäler im Stadtbezirk Straubing nach dem Stand von 1914 (= Straubinger Hefte. Nr. 39). Straubing 1989.
- mit Hermann Reidel (Hrsg.): St. Jakob zu Straubing. Erhebung zur Basilika. Katholische Pfarrkirchenstiftung St. Jakob, Straubing 1989.
- Beschreibung von Stadt und Landgerichtsbezirk-Straubing in einem Physikatsbericht aus dem Jahre 1859 (= Straubinger Hefte. Nr. 40). Straubing 1990.
- mit Johannes Prammer: Straubing in alten Ansichten. Europäische Bibliothek, Zaltbommel 1994.
- mit Johannes Prammer: 1100 Jahre Straubing 897–1997. Historischer Verein für Straubing und Umgebung, Straubing 1998.
- Dienst- und Strafbuch des Rektorats des Kgl. Humanistischen Gymnasiums Straubing (1886–1913) (= Straubinger Hefte. Nr. 48). Straubing 1998.
- Dienst und Tagebuch des Rektors J. Liepert der Kgl. Studienanstalt Straubing, 1. Teil (1874–1881) (= Straubinger Hefte. Nr. 48). Straubing 1998.
- Agnes Bernauer im Spiegel der Quellen, Chronisten, Historiker und Literaten vom 15. bis zum 20. Jahrhundert. Ein Quellen- und Lesebuch. Attenkofer, Straubing 1999.
- Dienst und Tagebuch des Rektors J. Liepert der Kgl. Studienanstalt Straubing, 2. Teil (1881–1886) (= Straubinger Hefte. Nr. 52). Straubing 2002.
- Totentanz- oder Seelenkapelle im Friedhof der Pfarrkirche St. Peter Straubing. Schnell & Steiner, Regensburg 2003.
- Geschichte des Franziskanerklosters Straubing (1702–1802) (= Straubinger Hefte. Nr. 56). Straubing 2006.
- Marienwallfahrtskirche Sossau. Schnell & Steiner, Regensburg 2007.
- mit Dorit-Maria Krenn: Straubing in Niederbayern – Der Stadtführer. Attenkofer, Straubing 2011 (2., erweiterte Auflage ebenda 2016).
- Karl Tyroller (1914–1989), Kunsterzieher, Künstler und Forscher (= Straubinger Hefte. Nr. 64). Straubing 2014.
- mit Hermann Reidel: Päpstliche Basilika St. Jakob, Straubing. 11., neu bearbeitete Auflage. Schnell & Steiner, Regensburg 2017.
- Das Schülerverzeichnis des Straubinger Jesuitenkollegs mit Gymnasium und Lyzeum 1631–1773 (= Sonderbände zum Jahresbericht des Historischen Vereins für Straubing und Umgebung. Band 8). Historischer Verein für Straubing und Umgebung, Straubing 2022.